# Emil Kaiser (Topograf)
Emil Kaiser (* 7. Dezember 1855 in Zerbst; † 27. Oktober 1882 in Upia am Nordufer des Rukwasees in Tansania) war ein deutscher Topograf.

## Leben

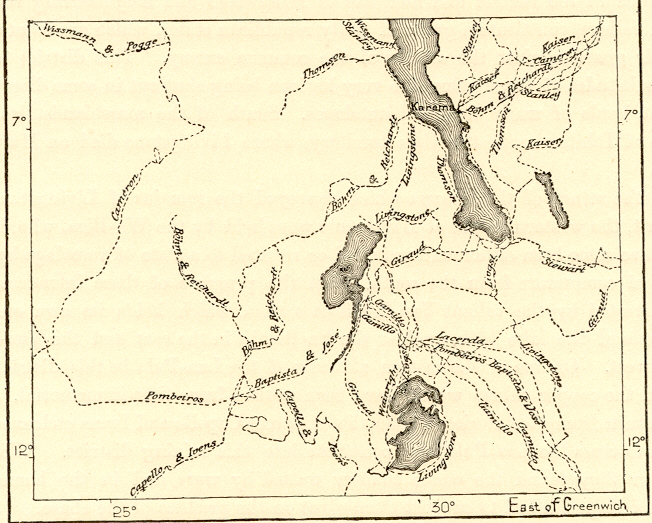
Forschungsexpeditionen in Zentralafrika mit den Reiserouten von Böhm, Kaiser und Reichard (Karte um 1890)

Über Kaisers Herkunft ist nichts bekannt. Sein Studium absolvierte er an einem nicht näher bekannten Studienort und schloss es mit einer Promotion zum Dr. phil. ab. Ab dem 5. April 1880 begleitete er gemeinsam mit Paul Reichard und dem Zoologen Richard Böhm eine Expedition der Afrikanischen Gesellschaft in Deutschland, die zur Gründung einer wissenschaftlichen Station in Ostafrika ausgerüstet und vorbereitet wurde. Die drei Forscher begaben sich zunächst nach Sansibar. Am 27. Juli 1880 brachen sie von Bagamoyo aus auf und erreichten schließlich das Ostufer des Tanganjikasees. Im November gründeten sie die Station Kakoma in Unyamwezi (bei Tabora) und hielten sich dort neun Monate auf. Dann wurde die Station nach Igonda verlegt.
Im Oktober 1882 setzte Kaiser seine Reise allein an den Rukwasee fort, wo er am 27. Oktober 1882 auf der Suche für den Bauplatz einer neuen Station verstarb.
Reichard und Böhm verließen Igonda im Dezember für weitere Erkundungen in Zentralafrika. Lediglich Reichard gelang die Rückkehr.